# 美国商务部
美国商务部（英語：United States Department of Commerce），是美国联邦行政部门之一，负责国际贸易、出口管制、贸易救济措施等。

## 歷史
1903年2月14日，美國商務與勞工部首先成立這個部門。随后，在1913年3月4日，它被更名为商务部，而专门負責劳动的單位被转移到了新成立的劳工部。
1921年至1928年間，赫伯特·胡佛曾擔任美國商務部部長。
1931年至1939年間，美国专利商标局从内政部转移到商务部，联邦就业稳定局也在该部门内成立。
1981年，為了紀念1921年至1928年間出任商務部長的胡佛，便重新命名1932年就落成、也是目前的總部建築物。
2020年5月22日，美國商務部宣佈，在一份出口管制的實體清單上新增24個中华人民共和国的機構及個人，那些新增的名單主要分佈在中國大陸，包括：達闥科技、奇虎360、哈爾濱工業大學、哈爾濱工程大學等等。
2020年8月26日，美国商务部把24家中国公司加入了实体清单，理由是它们参与了中共在南中国海修建人工岛和这些岛屿军事化的工程，包括中国交通建设疏浚集团、中国船舶工业集团第722研究所、武汉麦瑞特通讯有限公司等等。

## 机构设置
美国商务部设部长（Secretary，行政等级第一级）、常务副部长（Deputy Secretary，行政等级第二级）、副部长（Under Secretary，行政等级第三级）、助理部长（Assistant Secretary，行政等级第四级〔相当于司局长级〕）四级官员。
管理和行政办公室
- 国会和府际事务办公室
- 政治事务办公室
- 首席财务官办公室
- 管理办公室
- 首席人力资本官办公室
- 首席采购官办公室
- 民权办公室
- 首席人力资源官办公室
- 行政办公室
- 首席运营官办公室
- 总法律顾问办公室
- 首席技术官办公室
- 首席信息官办公室
- 首席信息安全官办公室
- 国立商务大学
- 国家商业图书馆
- 总监察长办公室
- 商务部警察局
- 安全办公室
- 应急管理办公室

美国商务部经济事务副部长下屬机构
- 经济统计局（英语：Economics and Statistics Administration）
  - 经济分析局
  - 美国人口普查局

美国商务部国际贸易副部长下屬机构
- 国际贸易局（英语：International Trade Administration）

美國商務部產業安全保障副部長下屬机构
- 美國產業安全保障局

美国商务部海洋和大气副部长下屬机构
- 国家海洋和大气管理局
  - 美国国家海洋渔业局
  - 国家气象局
  - 国家海洋局
  - 海洋和大气研究办公室
  - 国家海洋和大气管理局军官团（英语：NOAA Commissioned Officer Corps）[註 1]

美国商务部知识产权副部长下屬机构
- 美国专利商标局
- 經濟發展署（U.S. Economic Development Administration，EDA）[5]
- 少数族裔商业发展局（Minority Business Development Agency，MBDA）[6]
- 國家電信暨資訊管理局（National Telecommunications and Information Administration, NTIA） [7]
- 國家標準暨技術研究院(NIST)
- 國家技術資訊服務中心（National Technical Information Serice ，NTIS）[8]

## 備註
1. ↑  與美國陸海空軍等單位一樣著軍裝，是美國政府中七個制服紀律部隊，制服為海軍制服，但只編制軍官，無准尉或士官兵。單位指揮官等同海軍二星少將。

## 資料來源
1. ↑   (PDF).   [2021-10-22]. （原始内容 (PDF)存档于2022-05-05）.
2. ↑  . BBC News 中文.   [2024-05-03]. （原始内容存档于2020-08-30） （中文（简体））.
3. ↑  . 美国之音. 2020-08-27  [2024-05-03]. （原始内容存档于2024-05-03） （中文）.
4. ↑  美國法典第3编 § 第19節
5. ↑  . eda.gov.   [2021-10-22]. （原始内容存档于2022-07-11）.
6. ↑  . Minority Business Development Agency.   [2021-10-22]. （原始内容存档于2022-07-09） （英语）.
7. ↑  . www.ntia.doc.gov.   [2021-10-22]. （原始内容存档于2022-07-12）.
8. ↑  .   [2021-10-22]. （原始内容存档于2021-10-26）.

## 外部連結
- [ US Department of Commerce] （英文）

38°53′39.48″N 77°1′58.08″W / 38.8943000°N 77.0328000°W